# Robert Mondavi

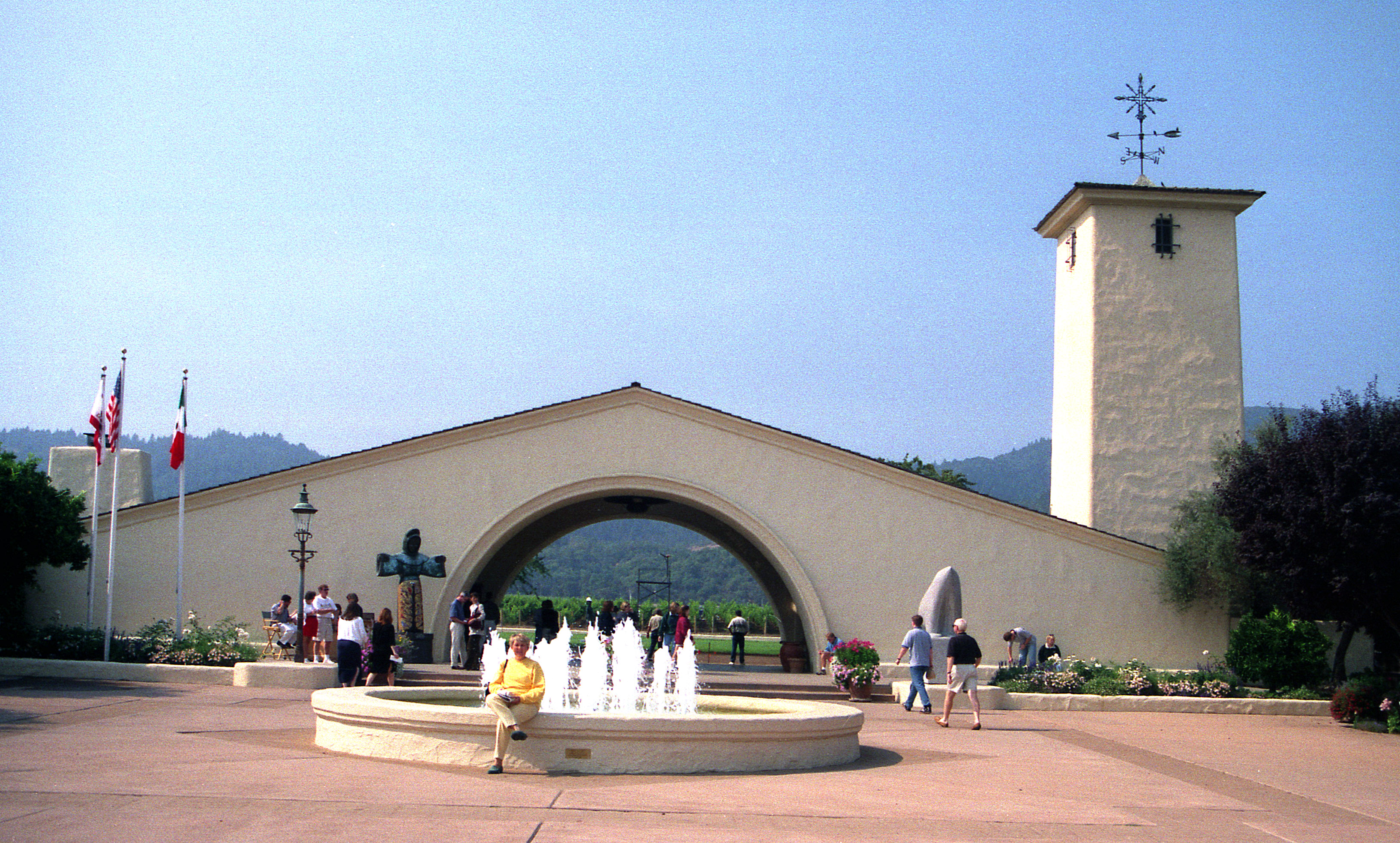
Eingang zum Weingut von Robert Mondavi.

Robert Gerald Mondavi (* 18. Juni 1913 in Virginia, Minnesota; † 16. Mai 2008 in Yountville, Kalifornien) war ein Pionier des amerikanischen Weinbaus.

## Leben
Robert Gerald Mondavi war der älteste Sohn von Cesare Mondavi (1883–1959) und dessen Ehefrau Rosa; italienische Einwanderer aus Sassoferrato. Nach einer kurzen Karriere im Eisenbergbau eröffnete Cesare einen Saloon. Im Jahre 1922 zog die Familie nach Kalifornien und begründete in Lodi im Central Valley einen Großhandel mit Weintrauben. Für den eigenen Gebrauch wurde auch Wein produziert. Im Jahre 1943 wurde das 1861 von Charles Krug, einem preußischen Einwanderer, gegründete Weingut für 75.000 US-Dollar gekauft. Robert verließ das Familienunternehmen im Streit, da sein jüngerer Bruder Peter (1914–2016) das Weingut erbte.
1966 gründete er sein eigenes Weingut Robert Mondavi Winery in Oakville zusammen mit seinem älteren Sohn Robert Michael. Sie war die erste neue Kellerei im Napa Valley seit der Prohibitionszeit (1919–1933). Der Betrieb wurde in der Folge zum Maßstab hinsichtlich völlig neuer Keller-Techniken. Speziell wurde mit Fassausbau experimentiert, den Robert Mondavi nach einem Besuch in Europa gezielt erforschte. Es wurde der berühmte "Fumé Blanc" kreiert, ein trockener, im Barrique ausgebauter Weißwein aus der Rebsorte Sauvignon Blanc. Seit der Gründung der Weinkellerei hatte Robert Mondavi das Ziel, erlesene kalifornische Weine herzustellen und sie weltweit zu vermarkten. Dabei setzte er auf ein Sortiment an Weinen von verschiedenen Regionen in Kalifornien – das Napa Valley, das Monterey-Küstengebiet, Lodi und Santa Maria Valley.
Robert Mondavi starb im Mai 2008 im Alter von 94 Jahren.

## Kreation von «Opus One»
Gemeinsam mit Baron Philippe de Rothschild (1902–1988) startete Robert Mondavi im Jahre 1979 im Napa Valley das Joint Venture „Opus One Vineyard“, bei dem der Rotwein Opus One kreiert wurde. Weitere Beteiligungen bzw. Zusammenarbeit gibt es unter anderem mit Frescobaldi und Ornellaia (Italien) und Errázuriz (Chile).
Weitere Weine aus Projekten und Joint Ventures der Robert Mondavi Winery mit anderen Weingütern sind Luce, Lucente und Danzánte in Kooperation mit Marchese Vittorio de’ Frescobaldi aus der Toskana sowie Seña und Caliterra in Kooperation mit der Familie Eduardo Chadwick von Viña Errázuriz in Chile. Daneben hält der Betrieb Anteile an der Tenuta dell’Ornellaia, dem berühmten Weingut im DOC-Gebiet Bolgheri in der Toskana, das Weine wie Ornellaia und Masseto produziert und von Marchese Lodovico Antinori, dem jüngeren Bruder von Piero Antinori, gegründet wurde. So entstand auch der erste Wein des australischen Joint-Ventures ›Rosemount Estate‹ mit Robert Oatley.

## Zitat
„Guten Wein zu machen ist ein Handwerk - einen großen Wein zu kreieren hingegen eine Kunst.“

## Verkauf der Robert Mondavi Winery
1993 übernahmen Timothy und Robert Michael, Söhne von Robert, die Leitung des Mondavi-Imperiums. Hierbei wurde das Familienunternehmen in eine Aktiengesellschaft umgewandelt. Ein gutes Jahrzehnt später musste die Mondavi-Familie ihre Beteiligung an der Aktiengesellschaft aufgeben. Sie hatte sich finanziell übernommen und der Betrieb wurde im Dezember 2004 an den Spirituosenkonzern Constellation Brands verkauft. Für den Erwerb der für die Übernahme notwendigen Aktienmehrheit zahlte Constellation Brands 1,36 Milliarden Dollar. Die Entscheidung zur Umwandlung des Familienbetriebs in eine AG sollte Robert Mondavi später bereuen.

### Robert Mondavi Europe
Das Unternehmen Robert Mondavi Europe wurde 1997 mit Sitz in Frankfurt am Main gegründet und war seither für den Europavertrieb der Weine von Robert Mondavi aus Kalifornien verantwortlich. Mit dem Kauf der Robert Mondavi Corp. USA wurde die Niederlassung Europe 2005 von Constellation Brands aufgelöst. Die Stammmannschaft der Robert Mondavi Europe GmbH hat sich in der TxB International Fine Wines GmbH mit Sitz in Frankfurt selbständig gemacht. Der Vertrieb in Europa erfolgte bald darauf über die Firma Accolade Wines, diese Zusammenarbeit wurde 2014 beendet. Seitdem werden die Weine der Robert Mondavi Winery durch die Vertriebsmannschaft von Constellation Brands am Markt betreut.

## Mäzenatentum

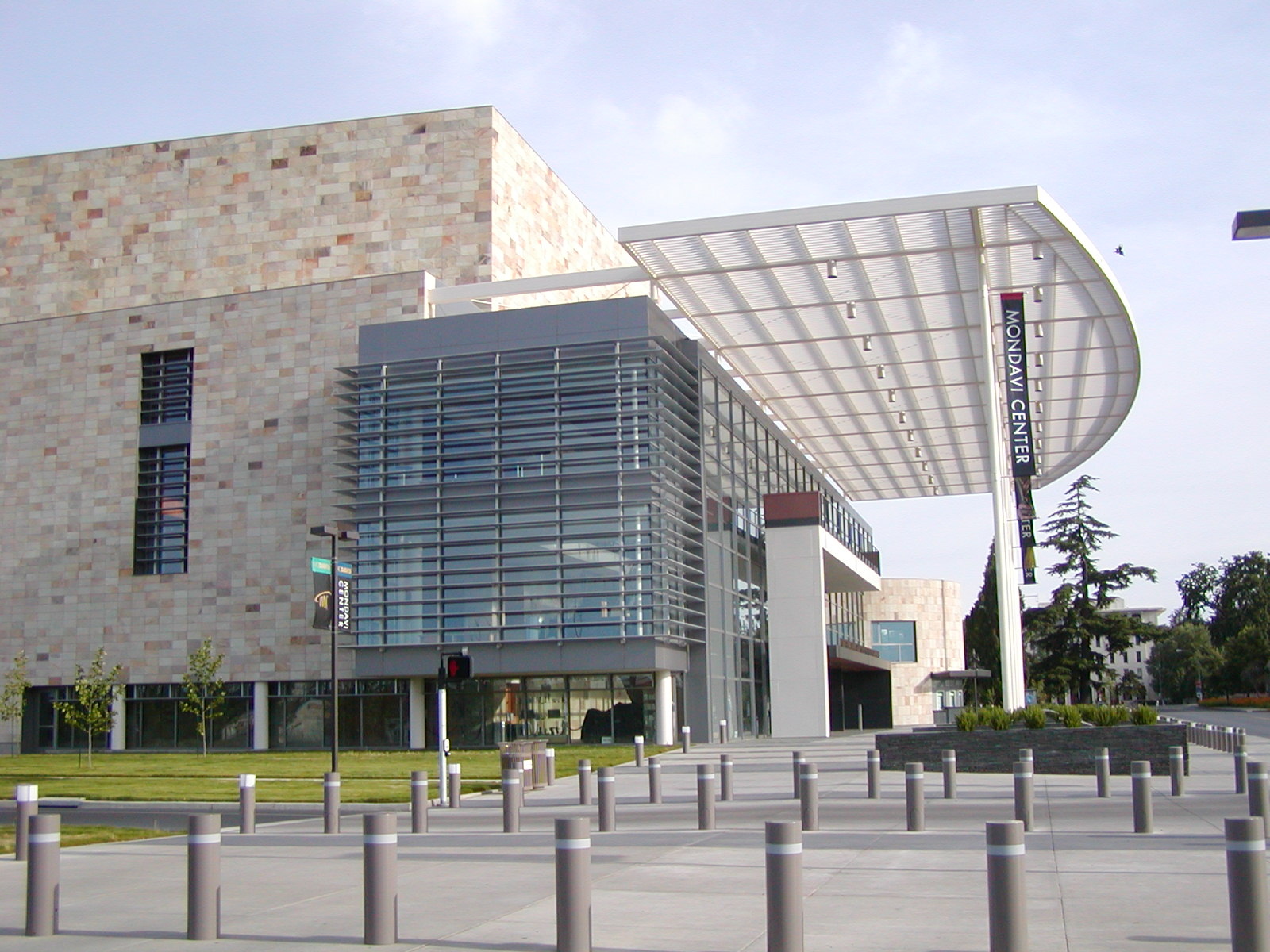
Mondavi Center for the Performing Arts – UC Davis

Die Robert Mondavi Winery war eines der ersten US-Weingüter, das Konzerte, Kunstausstellungen und kulinarische Veranstaltungen organisierte. Dafür zuständig war Roberts zweite Frau, Margrit Biever Mondavi, geborene Kellenberger aus der Schweiz. Das Weingut wurde zur Event Location, welche zeitweise als drittgrößte Touristenattraktion der USA galt.
Der University of California in Davis spendete er 35 Mio. $, um das Robert Mondavi Institute for Wine and Food Science einzurichten sowie weitere zehn Mio. $ zur Fertigstellung eines Zentrums für Darstellende Künste, das nach ihm und seiner Frau Margrit benannt wurde.

## Kochbuch
- Annie and Margrit: Recipes and Stories from the Robert Mondavi Kitchen, Ten Speed Press, 2003, 202 S., ISBN 1-58008-437-0

Margrit Biever Mondavi und deren Tochter Annie Roberts (Küchenchefin) erhielten am 27. Februar 2004 in Barcelona den „Best in the World“-Preis beim internationalen Kochbuchwettbewerb „Gourmand World Cookbook Awards“. Der Gourmand Cookbook Award wurde 1995 von Eduard Cointreau gegründet. Neben den rund 130 Rezepten sowie Experten-Tipps und Wein-Empfehlungen geben die Autorinnen mit Anekdoten auch einen Einblick in das Familienleben und in die Robert Mondavi Winery.